# Arturo Medina
Arturo Medina McKey (ur. 30 czerwca 1898 w Concepción, zm. w 1986) – chilijski lekkoatleta, oszczepnik.
Brał udział w konkurencji rzutu oszczepem podczas Igrzysk Olimpijskich 1920, którą ukończył na 16. miejscu. Zawodnik był także chorążym reprezentacji Chile podczas ceremonii otwarcia igrzysk.
Trzykrotnie (w latach 1919, 1920 oraz 1924) zdobywał również złote medale w rzucie oszczepem na lekkoatletycznych Mistrzostwach Ameryki Południowej. W tej samej konkurencji zdobył także srebro podczas nieoficjalnych lekkoatletycznych Mistrzostw Ameryki Południowej w 1922 roku.